# 대한민국의 육군특수전사령관
육군특수전사령관(陸軍特殊戰司令官)은 대한민국 육군 특수전사령부를 지휘 및 대표하는 직위이다. 약칭은 특전사령관, 육군 특전사령관이다.
초창기에는 수도방위사령관과 마찬가지로 소장급 보직이었으나 부대가 군단급으로 격상하면서 사령관 역시 중장급으로 격상했다. 특수전사령관은 중장 계급 최고의 요직이긴 하나, 예하 여단이 뿔뿔이 흩어져 있으며 그 거리가 매우 멀어 지휘 통솔하기 매우 어려운 부대인 탓에 특수전사령관은 업무 강도가 높은 편이다.
대한민국 육군특수전사령관은 김대중 정부이래로 현재까지 매 정권마다 대장을 배출했을 만큼 극요직이며 문재인 대통령과 윤석열 대통령은 각각 남영신과 손식을 육군특수전사령관을 거쳐서 최대한 빨리 대장으로 진급 시켰다. 심지어 손식은 중장으로서 담당한 보직이 육군특수전사령관 단 1개 뿐이며 소장에서 대장으로 진급할 때까지 고작 11개월이 소요되었다. 아래는 각 정부 별 육군특수전사령관을 거쳐서 대장에 진급한 장성들이다.
- 전두환 전부: 정호용, 박희도
- 노태우 정부: 이문석
- 김영삼 정부: 없음[1]
- 김대중 정부: 정영무
- 노무현 정부: 백군기
- 이명박 정부: 김상기
- 박근혜 정부: 신현돈, 장준규
- 문재인 정부: 남영신
- 윤석열 정부: 손식

그동안 계속 육군사관학교 출신 장성들만 보직되었으나, 남영신(학군사관)과 소영민(학사사관)이 각각 보직되면서 비(非) 육사 출신 사령관이 보직되기 시작했다.

## 역대 사령관
| 대수         | 성명   | 직책 계급 | 최종 계급 | 기간                                | 비고 |
| ------------ | ------ | --------- | --------- | ----------------------------------- | --- |
| 특수전사령관 |        |           |           |                                     | |
| 초대         | 조문환 | 육군 소장 | 육군 중장 | 1969년 8월 18일 ~ 1972년 6월 12일   | 육사 7기 |
| 2대          | 조천성 | 육군 소장 | 육군 소장 | 1972년 6월 12일 ~ 1974년 12월 10일  | 육사 8기 육군 제9사단장, 한국가스공사 이사장 |
| 3대          | 정병주 | 육군 소장 | 육군 소장 | 1974년 12월 10일 ~ 1979년 12월 13일 | 육사 9기 육군사관,신군부에 의해 강제예편 |
| 4대          | 정호용 | 육군 소장 | 육군 대장 | 1979년 12월 13일 ~ 1981년 3월 4일   | 육사 11기 육군사관, 육군참모총장, 하나회 |
| 5대          | 박희도 | 육군 중장 | 육군 대장 | 1981년 3월 4일 ~ 1982년 11월 10일   | 육사 12기 육군사관, 육군참모총장, 하나회 |
| 6대          | 최웅   | 육군 중장 | 육군 중장 | 1982년 11월 10일 ~ 1984년 7월 4일   | 육사 12기 육군사관, 합동참모본부장, 외교부 대사                                                                                                   |
| 7대          | 육완식 | 육군 중장 | 육군 중장 | 1984년 7월 4일 ~ 1987년 1월 15일    | 육사 13기 육군사관, 공항관리공단 이사장 |
| 8대          | 민병돈 | 육군 중장 | 육군 중장 | 1987년 1월 15일 ~ 1988년 6월 30일   | 육사15기 육군사관, 육군사관학교 교장 |
| 9대          | 이문석 | 육군 중장 | 육군 대장 | 1988년 6월 30일 ~ 1989년 12월 28일  | 육사17기 육군사관, 1군사령관 |
| 10대         | 서완수 | 육군 중장 | 육군 중장 | 1989년 12월 28일 ~ 1991년 12월 31일 | 육사19기 육군사관, 국군기무사령관 |
| 11대         | 김형선 | 육군 중장 | 육군 중장 | 1991년 12월 31일 ~ 1993년 4월 2일   | 육사19기 육군사관, 육군참모차장 |
| 12대         | 장창규 | 육군 중장 | 육군 중장 | 1993년 4월 2일 ~ 1995년 4월 17일    | 육사21기 육군사관, 육군사관학교 교장 |
| 13대         | 정영무 | 육군 중장 | 육군 대장 | 1993년 4월 17일 ~ 1997년 4월 24일   | 육사22기 육군사관, 한미연합사령부 부사령관 |
| 14대         | 오남영 | 육군 중장 | 육군 중장 | 1997년 4월 24일 ~ 1998년 11월 2일   | 육사24기 육군사관, 육군사관학교 교장 |
| 15대         | 김희중 | 육군 중장 | 육군 중장 | 1998년 11월 2일 ~ 2000년 4월 27일   | 육사25기 육군사관, 항공작전사령관 |
| 16대         | 류해근 | 육군 중장 | 육군 중장 | 2000년 4월 27일 ~ 2002년 4월 8일    | 육사26기 육군사관, 육군교육사령관 |
| 17대         | 김윤석 | 육군 중장 | 육군 중장 | 2002년 4월 8일 ~ 2004년 5월 29일    | 육사17기 육군사관, 1군사령부 부사령관 |
| 18대         | 백군기 | 육군 중장 | 육군 대장 | 2004년 5월 29일 ~ 2005년 11월 3일   | 육사29기 육군사관, 3군사령관, 더불어민주당 국회의원, 現 용인시장                                                                                  |
| 19대         | 김진훈 | 육군 중장 | 육군 중장 | 2005년 11월 3일 ~ 2007년 10월 30일  | 육사30기 육군사관, 육군보병학교장, 육본정책연구위원회 부위원장                                                                                    |
| 20대         | 김상기 | 육군 중장 | 육군 대장 | 2007년 10월 30일 ~2009년 4월 22일   | 육사32기 육군사관, 육군참모총장 |
| 21대         | 최용림 | 육군 중장 | 육군 중장 | 2009년 4월 22일 ~ 2010년 12월 27일  | 육사33기 육군사관 |
| 22대         | 신현돈 | 육군 중장 | 육군 대장 | 2010년 12월 27일 ~ 2011년 11월 16일 | 육사35기 육군사관, 1군사령관 |
| 23대         | 최익봉 | 육군 중장 | 육군 중장 | 2011년 11월 16일 ~ 2012년 3월 10일  | 육사35기 육군사관, 성군기 위반으로 보직해임 |
| 직무대리     | 윤광섭 | 육군 소장 | 육군 소장 | 2012년 3월 10일 ~ 2012년 4월 30일   | 육사34기 육군사관, 특전부사령관으로써 사령관 공석 대리임무 수행                                                                                   |
| 24대         | 장준규 | 육군 중장 | 육군 대장 | 2012년 4월 30일 ~ 2013년 10월 31일  | 육사36기 육군사관, 육군참모총장 |
| 25대         | 전인범 | 육군 중장 | 육군 중장 | 2013년 10월 31일 ~ 2015년 4월 14일  | 육사37기 육군사관,유엔군사령부 군사정전위원회 수석대표 & 한미연합사령부 부참모장                                                                  |
| 26대         | 장경석 | 육군 중장 | 육군 중장 | 2015년 4월 14일 ~ 2016년 10월 29일  | 육사39기 육군사관 |
| 27대         | 조종설 | 육군 중장 | 육군 중장 | 2016년 10월 30일 ~ 2017년 9월       | 육사41기 육군사관 |
| 28대         | 남영신 | 육군 중장 | 육군 대장 | 2017년 9월 ~ 2018년 8월             | 학군23기기무사령관으로 보직변경, 육군참모총장 |
| 직무대리     | 조영진 | 육군 소장 | 육군 소장 | 2018년 8월 ~ 2018년 11월            | 전임 특전사령관이 기무사령관으로 배치됨에 따라 임명됨. 병과는 포병으로 이 이전까지 특전사 복무경력 없음.                                          |
| 29대         | 김정수 | 육군 중장 | 육군 중장 | 2018년 11월 ~ 2020년 12월 6일       | 육사43기 |
| 30대         | 소영민 | 육군 중장 | 육군 중장 | 2020년 12월 7일 ~ 2022년 12월 7일   | 학사11기 |
| 31대         | 손식   | 육군 중장 | 육군 대장 | 2022년 12월 7일 ~ 2023년 10월 30일  | 육사47기, 중장으로서 담당한 보직은 육군특수전사령관이 유일하며 최대한 빨리 대장으로 진급했다. 지상작전사령관.                                     |
| 직무대리     | 박원호 | 육군 소장 | 육군 소장 | 2023년 10월 31일~2023년 11월 7일    | 육사46기, 701특공연대 중대장, 11공수여단 지역대장, 특수임무단 대대장(現 국제평화지원단), 700특공연대장, 13특임여단장 역임. 육군보병학교장과 겸직. |
| 32대         | 곽종근 | 육군 중장 |           | 2023년 11월 7일~2024년 12월 6일     | 육사47기 |
| 직무대리     | 박성제 | 육군 소장 |           | 2024년 12월 6일~                    | 학사장교 17기 |

## 같이 보기
- 육군특수전사령부